# Zbigniew Pyszniak
Zbigniew Pyszniak (ur. 13 stycznia 1958 w Mrągowie) – polski koszykarz, występujący na pozycji skrzydłowego, po zakończeniu kariery trener koszykarski, obecnie trener i prezes zespołu Siarki Tarnobrzeg.
Jest ojcem koszykarza – Piotra Pyszniaka.

## Osiągnięcia
Zawodnicze
- 2-krotny brązowy medalista mistrzostw Polski (1979, 1980)
- Finalista Pucharu Polski (1978)
- Awans z Bobrami Bytom do PLK (1981)
- Uczestnik mistrzostw Europy U–16 (1975 – 14. miejsce)

Trenerskie
- Laureat nagrody „Złote usta Tauron Basket Ligi” (2015)[1]
- Awans z Siarką Tarnobrzeg do:
  - PLK (2010)
  - I ligi z  (2003)
- Trener drużyny Wschodu podczas meczu gwiazd I ligi (2010)[2]